# Migné-Auxances
Migné-Auxances è un comune francese di 6 184 abitanti situato nel dipartimento della Vienne nella regione della Nuova Aquitania.

## Amministrazione

### Gemellaggi
- Bârnova, Romania

## Società

### Evoluzione demografica
Abitanti censiti